# Liste der Naturdenkmale in Pfungstadt
Die Liste der Naturdenkmale in Pfungstadt nennt die in Pfungstadt im Landkreis Darmstadt-Dieburg in Hessen gelegenen Naturdenkmale. Sie sind nach § 28 Bundesnaturschutzgesetz (BNatschG) geschützt.
| Bild                          | Bezeichnung                | Ortsteil, Lage                                        | Beschreibung | Art          | Nr. |
| ----------------------------- | -------------------------- | ----------------------------------------------------- | --- | ------------ | --- |
| mehr Fotos \| Fotos hochladen | Pfungstädter Düne          | Pfungstadt, Eberstadt 49° 48′ 39,6″ N, 8° 37′ 17,4″ O | Flächenhaftes Naturdenkmal, ausgewiesen 9. Februar 1954. Flugsanddüne bewachsen von Kiefernmischwald, Pfriemengras-Steppenrasen und Silbergras-Schillergrasfluren, mit seltener Flora und Fauna. Gleichzeitig FFH-Gebiet. |              |     |
| mehr Fotos \| Fotos hochladen | Schillereiche              | Hahn 49° 47′ 16,8″ N, 8° 33′ 3,6″ O                   | Einzelbaum. Am Ortsrand von Hahn am Ende der Obergasse, neben einem Spielplatz. Gepflanzt 1806, Höhe 29 m, Umfang 5,40 m.                                                                                                 | Stieleiche   |     |
| mehr Fotos \| Fotos hochladen | Süntelbuche von Pfungstadt | Pfungstadt 49° 46′ 48″ N, 8° 37′ 26,4″ O              | Einzelbaum. An der Seeheimer Straße im Pfungstädter Stadtwald. Alter ca. 250 Jahre (nach anderer Quelle 130 J.), Höhe 12 m, Umfang 3,5 m.                                                                                 | Süntel-Buche |     |
| mehr Fotos \| Fotos hochladen | Ulme Rüster                | Pfungstadt 49° 46′ 22,8″ N, 8° 32′ 56,4″ O            | Einzelbaum. „Reest“ genannt. An der Autobahn A67 an ehemaligem Rastplatz. Alter ca. 450 Jahre, ältester Baum in Pfungstadt, Höhe ca. 23 m, Umfang 6,05 m. Nach Brandstiftung 1952 innen hohl.                             | Bergulme     |     |